# Херл
Херл (њем. Herl) општина је у њемачкој савезној држави Рајна-Палатинат. Једно је од 103 општинска средишта округа Трир-Сарбург. Према процјени из 2010. у општини је живјело 260 становника. Посједује регионалну шифру (AGS) 7235044.

## Географски и демографски подаци
Херл се налази у савезној држави Рајна-Палатинат у округу Трир-Сарбург. Општина се налази на надморској висини од 400 метара. Површина општине износи 2,8 km². У самом мјесту је, према процјени из 2010. године, живјело 260 становника. Просјечна густина становништва износи 92 становника/km².